# TV3 (Zweden)

Logo

TV3 is een televisiezender in Zweden en is een onderdeel van de Modern Times Group (MTG). Het kanaal werd opgericht op 31 december 1987 door Jan Stenbeck als een gezamenlijke Scandinavische zender. Echter, Denemarken en Noorwegen kregen snel hun eigen versie van TV3. 
Programma's die op TV3 worden uitgezonden zijn The Simpsons, The Nanny, Lyckoviken en de Zweedse versie van Expeditie Robinson. 